# اکسل پرال
اکسل پرال (آلمانی: Axel Prahl؛ زادهٔ ۲۶ مارس ۱۹۶۰) یک هنرپیشه اهل آلمان است.
از فیلم‌ها یا برنامه‌های تلویزیونی که وی در آن نقش داشته است می‌توان به بارون قرمز و شاهین اشاره کرد.